# Glaciar Arapaho
El Glaciar Arapaho (en inglés: Arapaho Glacier) es un glaciar alpino en un espacio inmediatamente al sureste del Pico Arapaho Norte, en el Bosque Nacional Roosevelt (Roosevelt National Forest) en el estado de Colorado, al oeste de los Estados Unidos.  El glaciar se encuentra al este de la Cordillera Central. El Arapaho es el glaciar más grande en el estado de Colorado y ayuda a proporcionar agua para la ciudad de Boulder, Colorado. El glaciar tiene un balance de masa negativo y perdió 52% de su superficie durante el siglo XX.